# Chiesa del Succorpo
La chiesa del Succorpo o cripta del Succorpo è una chiesa di Foggia.

## Storia
La prima Cattedrale di Foggia è stata questa cripta, costruita per volere di Roberto il Guiscardo nel 1080, il quale voleva avere una chiesa, dove poteva riporre l'Iconavetere; successivamente è stata costruita la Cattedrale.

## Descrizione
Nella cripta si trovano capitelli che sormontano le colonne centrali, opera della fabbrica del locale Bartolomeo. Originariamente la cripta era a croce greca e a tre navate, tuttora conserva le tre navate sull'asse degli ingressi, è a cinque navate sull'asse che dalle absidi va al nuovo Succorpo. Vi sono vari affreschi, come quello raffigurante Gesù Maestro. L'antico altare è stato eliminato per far posto al nuovo collocato al centro del piccolo presbiterio. Sono visibili gli antichi ingressi che consentivano, con delle scalinate, il passaggio dalla Chiesa superiore alla Cripta, prima che fosse demolito l'antico impianto a tre navate ed elevato il piano della navata della Chiesa superiore. A reggere quest'ultima fu creato il nuovo Succorpo, a tre navate dove si conservano l'urna in legno dorato del Cristo morto e le statue della Passione. Inoltre vi sono delle tombe di vescovi.